# Mikadotrochus
Mikadotrochus is een geslacht van weekdieren uit de klasse van de Gastropoda (slakken).

## Soorten
- Mikadotrochus beyrichii (Hilgendorf, 1877)
- Mikadotrochus gotoi (Anseeuw, 1990)
- Mikadotrochus hirasei (Pilsbry, 1903)
- Mikadotrochus salmianus (Rolle, 1899)